# Фридрих Енгелс
Фридрих Енгелс (на немски: Friedrich Engels) е германски философ, икономист и революционер, който заедно с Карл Маркс полага основите на марксическата идеология и теорията за комунизма.
Работейки като мениджър в английската семейна фабрика в Манчестър, Англия, Енгелс написва през 1842 г. студията „Положението на работническата класа в Англия“, в която стига до извода, че за подобряване на положението на пролетариата, той трябва да се бори за социализъм. В съавторство с Маркс написва Манифест на комунистическата партия (1848 г.). Двамата участват в революцията в Германия през 1848 г.
След неуспеха ѝ Маркс и Енгелс емигрират в Англия, където Маркс създава основното си произведение „Капиталът“ и стават съоснователи на Първия интернационал. Енгелс се хваща на работа, за да издържа Маркс и семейството му. Той редактира и публикува 2-ри и 3-ти том на „Капиталът“ след смъртта на Маркс. Написва десетки статии и книги на философска и икономическа тематика. Освен немски философ, Енгелс е и един от първите идеолози на международното работническо движение.
В Анти-Дюринг Енгелс пише: „Ако човечеството би стигнало дотам да оперира само с абсолютни истини – резултати от мисленето, които имат суверенна валидност и право на абсолютна истинност, то би стигнало до точката, където безкрайността на интелектуалния свят би се оказала изчерпана по осъществяване и възможности, и по такъв начин би се извършило прословутото чудо на преброената безкрайност“.

## Биография

### Ранни години
Фридрих (Фредерик) Енгелс е роден на 28 ноември 1820 във Вупертал, Прусия. По това време Вупертал е индустриален град, а той е най-възрастният син на богат немски производител на памук. Баща му, Фридрих старши, е в групата на евангелистите.
Когато пораства, отношенията с родителите му се обтягат заради неговите атеистични вярвания. Родителското неодобрение на неговите революционни дейности е отбелязано в писмо от майка му, Елизабет Енгелс през октомври, 1848 година. В това писмо тя му казва, че вече е отишъл твърде далече и трябва да се спре. По време на написването на това писмо той се крие в Брюксел, Белгия.
Когато е на 17 години, младият Фредерик напуска училище по семейни причини. Той прекарва една година в Бармен, и през 1838 г. е изпратен от баща си да работи неплатена работа като чиновник в търговски дом в Бремен. Неговите родители очакват, че той ще започне кариера в бизнеса като баща си, но неговата революционна дейност донася определено разочарование за тях.
Докато е в Бремен, Енгелс започна да чете философията на Хегел, която доминира немската философията по това време. През септември 1838 г. той публикува първата си работа, стихотворение, озаглавено „Бедуин“. Той също така участва в друга литературна и журналистическа дейност.
През 1841 г. Енгелс се присъединява към пруската армия като член на артилерията. Тази позиция го премества в Берлин, където присъства на университетски лекции и започва да се свързва с групи от млади хегелианци. Той анонимно публикува статии в Rheinische Zeitung, немски вестник, редактиран от Карл Маркс. Въпреки това двамата не се срещат до декември 1842 година.

### Запознанство с Маркс и първи революционни стъпки
След продуктивен престой във Великобритания, Енгелс решава да се завърне в Германия през 1844 година. По пътя той спира в Париж, за да се срещне с Карл Маркс, с който има по-ранна кореспонденция. Маркс живее в Париж от края на октомври 1843 г. след забраната на Rheinische Zeitung от държавните органи в Прусия през март 1843 г.
В Париж Маркс публикува Deutsch-Französische Jahrbücher. Енгелс среща Маркс за първи път на 28 август 1844 г. Двамата веднага стават близки приятели и остават такива през целия си живот. Карл Маркс е прочел и е впечатлен от книгата на Енгелс „Състоянието на работническата класа в Англия“.
Маркс е изгонен от Париж от френските власти на 3 февруари 1845 г. и се заселва в Брюксел със съпругата си и дъщеря си. Енгелс се завръща в дома си в Бармен, Германия, за да работи по своя труд „Състоянието на работническата класа в Англия“, която е публикувана в края на май 1845 г. Още преди публикуването на книгата си, Енгелс се премества в Брюксел в края на април 1845 г. да си сътрудничи с Маркс по друга книга, „Немската идеология“. Докато живее в Бармен, Енгелс създава контакт със социалистите в Райнланд за да събере пари за публикациите. Маркс и Енгелс започват политическото организиране на немската работническа партия.
От 1845 до 1848 г. Енгелс и Маркс живеят в Брюксел и прекарват по-голямата част от времето си в организиране на германските работници в града. Малко след пристигането си, те се свързват и се присъединяват към нелегалната немска комунистическа лига. Комунистическата лига е приемник на старата Лига на справедливостта, основана през 1837 г., но разпусната. Тя е международно общество на пролетарските революционери с клонове в различни европейски градове и има контакти с нелегалната конспиративна организация на Луи Огюст Бланки. Макар много от членовете да са имигранти, някои от новите сътрудници са белгийци.
Комунистическата лига възлага на Маркс и Енгелс да напишат брошура, която обяснява принципите на комунизма. Така се ражда Манифест на комунистическата партия. За първи път е публикуван на 21 февруари 1848 г. Той завършва с крилатата фраза: „Нека управляващите класи треперят пред комунистическата революция. Пролетариатът няма какво да загуби, освен своите вериги. Те ще спечелят света ... пролетарии от всички страни, съединявайте се!“

### Късни години
След смъртта на Маркс, Енгелс голяма част от останалите си години, остава посветен за да довърши редакцията на Маркс на „Капиталът“. Въпреки това, той също допринася значително и в други области. Енгелс даде аргументи, за да покаже, че семейните структури ще се променят през историята, и че понятието за моногамен брак идва от необходимостта в рамките на класовото общество за мъжете да контролират жените, и да се гарантират че собствените им деца ще наследят имуществото си. Той твърди, че бъдещето комунистическото общество ще позволи на хората да вземат решения относно техните отношения без икономически ограничения. Един от най-добрите примери на мисли на Енгелс по тези въпроси са в работата си „Произходът на семейството, частната собственост и държавата“.
Енгелс е починал от рак на гърлото в Лондон, 1895. След кремация, прахът му е разпръснат, в близост до Ийстбърн, както е пожелал.